# Cleen (Adelsgeschlecht)

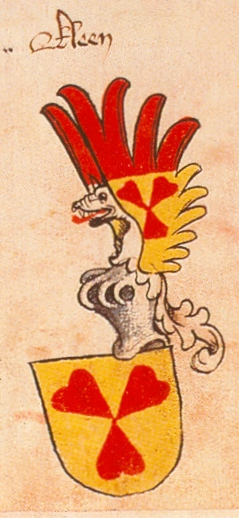
Wappen der Herren von Cleen im Ingeram-Codex.

Die Herren von Cleen (seltener Herren von Kleen oder Clebe) waren ein Adelsgeschlecht, das sich nach den heutigen Orten Ober-, Niederkleen und Cleeberg (Gemeinde Langgöns) benannte. Ihr Besitz lag vorwiegend in der Wetterau. Sie waren eine der bedeutenderen Familien innerhalb der Burggrafschaft Friedberg, in der sie im hohen und späten Mittelalter drei Burggrafen stellten.

## Geschichte
Erstmals urkundlich erwähnt wird im Jahr 1253 Konrad von Cleen anlässlich einer in Cleeberg ausgestellten Urkunde, die einen Verkauf von Gütern in Ginnheim bezeugt. Die Familie dürfte zu dieser Zeit aber bereits länger existiert haben.
Die Herren von Cleen sind als Ganerben der Burgen Reifenberg und Staden, sowie als Burgmannen in Cleeberg, Hanau und in der Friedberger Burgmannschaft nachweisbar. In Ockstadt bei Friedberg besaßen sie seit 1374 Grundbesitz. Gottfried von Cleen, der in Diensten des oberhessischen Landgrafen stand, erbaute 1490 bis 1495 dort das Schloss Ockstadt und nahm es vom Kaiser zu Lehen. Sein Vater Wenzel von Cleen hatte durch Heirat einen wesentlichen Teil des Besitzes der Herren von Praunheim-Sachsenhausen geerbt; in Sachsenhausen besaß die Familie dadurch einen bedeutenden Hof, das Cleenische Haus. Durch Heirat und Erbschaft von Gottfried von Cleens Tochter Irmela kam dieser Hof, wie auch die Burg in Ockstadt, 1522 in den Besitz der Herren von Frankenstein.
Die letzten männlichen Vertreter der Familie waren Gottfried von Cleen, 1487 bis 1498 landgräflich-hessischer Amtmann zu Darmstadt († 1498), sein Sohn Ogger von Cleen († 1520) und der Enkel Franz von Cleen, der 1521 in jungen Jahren verstarb, sowie der Deutschmeister Dietrich von Cleen († 1531).
Die Stammtafel der Familie von Cleen wurde 2017 durch Dieter Wolf (Historiker) überarbeitet und ergänzt.

## Wappen
Das Wappen der Herren von Cleen zeigt auf goldenem Grund drei rote Kleeblätter oder Herzen, die in der Mitte des Schildes zusammentreten (die beiden oberen schräg gestellt, das untere gestürzt). Die Helmzier zeigt eine Bracke zwischen einem rot-goldenen Flug, auf dem das Kleeblattmotiv wiederholt wird. Das Wappen kam mit Irmel von Cleen, Schwester des Deutschmeisters Dietrich von Cleen und Oygers von Cleen zusammen mit dem Besitz der Familie an die Herren von Frankenstein. Es befindet sich im zweiten und dritten Feld des vermehrten Frankensteiner Wappens sowie im ersten und sechsten Feld des freiherrlich von Frankenstein'schen Wappens.

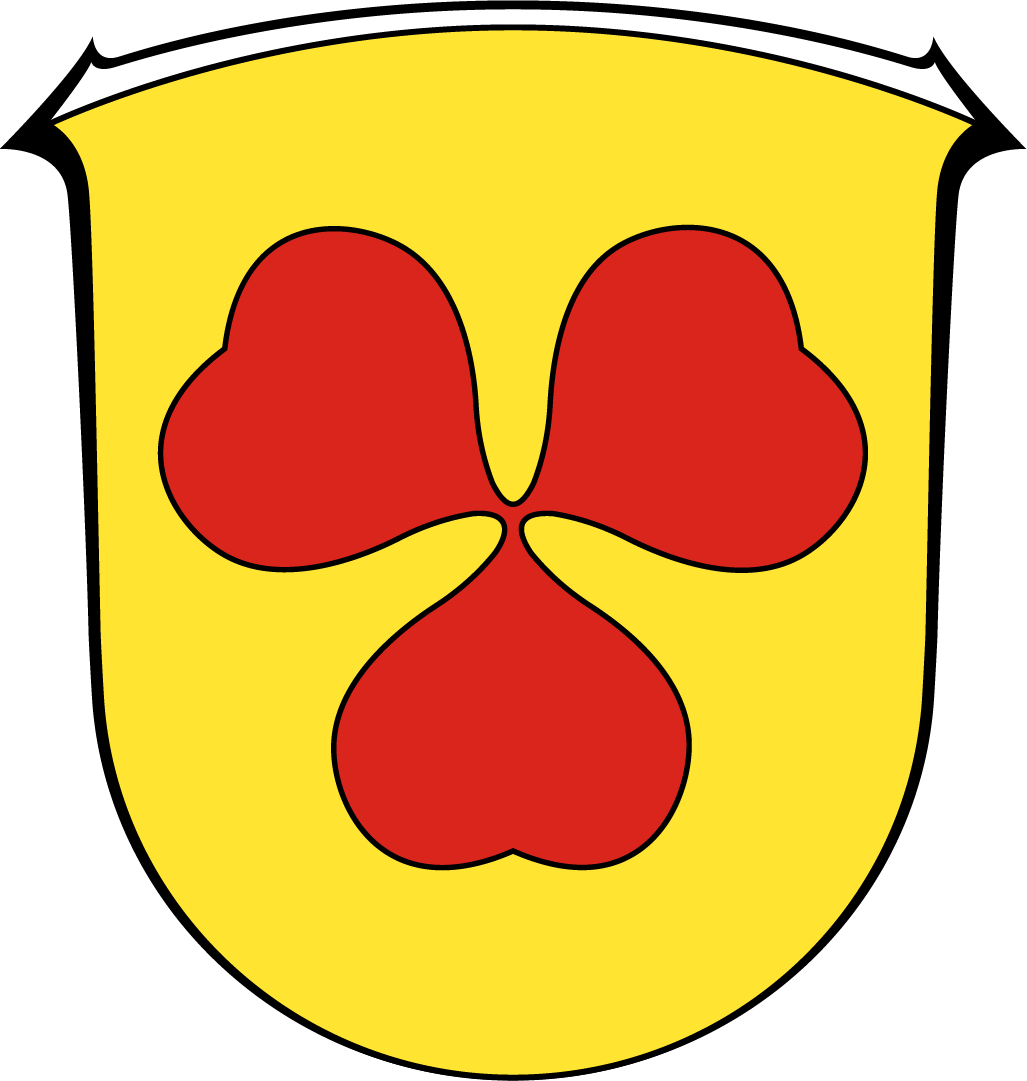
Ortswappen von Niederkleen, Gemeinde Langgöns
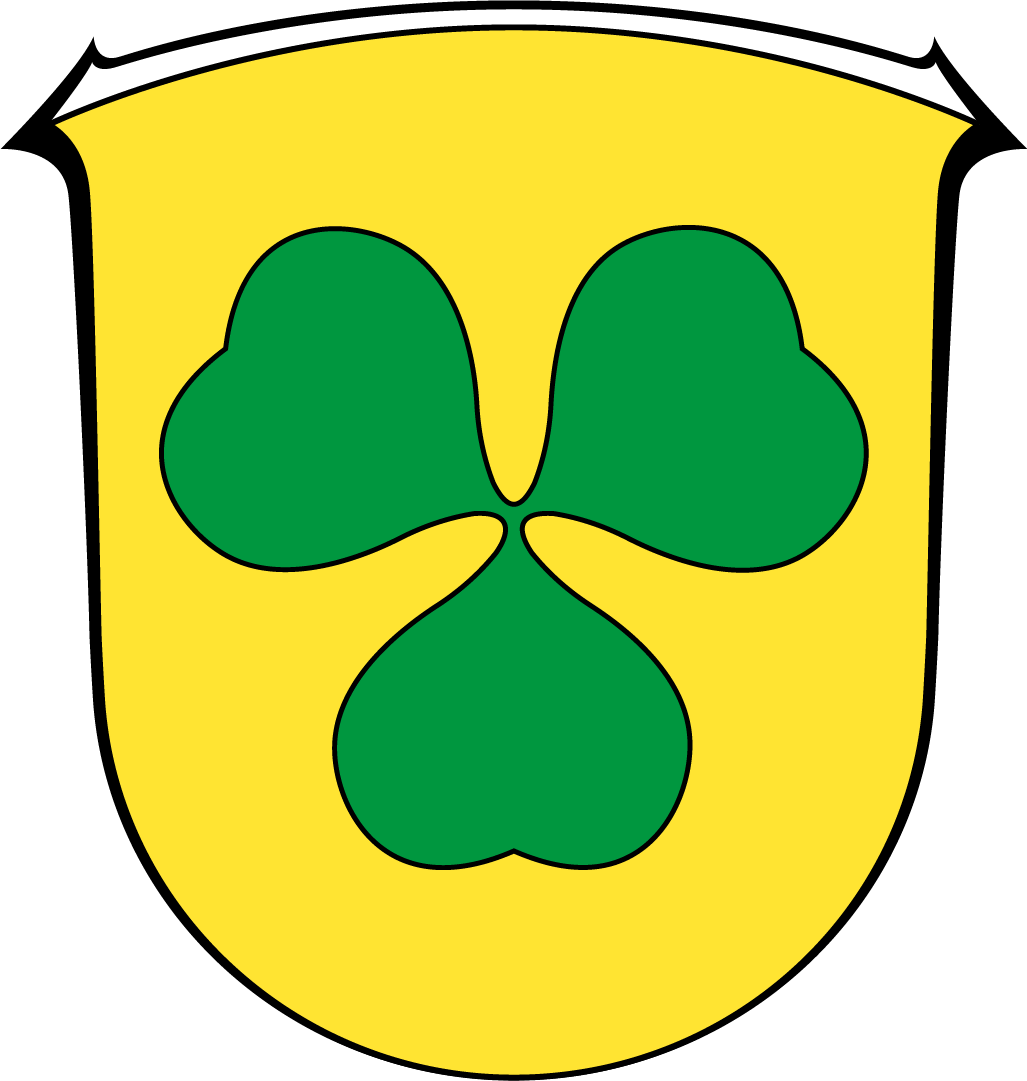
Ortswappen von Oberkleen, Gemeinde Langgöns
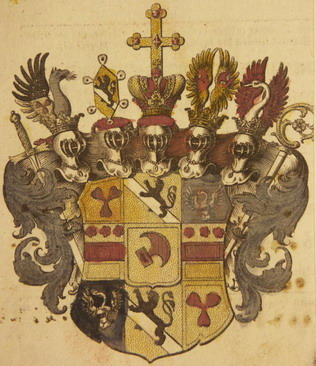
Wappen des Philipp Anton von Franckenstein mit den roten Kleeblättern im ersten und letzten Feld.

## Namensträger
- Konrad von Cleen, Burggraf von Friedberg 1298
- Wenzel bzw. Werner von Cleen, Burggraf von Friedberg 1316–1318
- Rudolf von Cleen, Burggraf von Friedberg 1462–1466
- Wenzel von Cleen, († 1474) Stadtschultheiß von Frankfurt am Main 1445–1455
- Gottfried von Cleen († 1498), Amtmann zu Darmstadt
- Dietrich von Cleen, um 1455–1531, Ordensritter, Deutschmeister[3]